# Suchoj Su-34
Suchoj Su-34 (vývozní značení: Su-32, v kódu NATO „Fullback“, neoficiální označení na západě „Hell Duck“) je ruský dvoumístný stíhací bombardér vyvinutý z typu Suchoj Su-27UB. Jeho vývoj byl zahájen v roce 1990. Od klasického Su-27 je odlišný – má širší plochou příď, kabinu pro dva letce, kteří sedí vedle sebe. V přídi stroje je umístěn radar pro sledování terénu, který řídí přízemní let (kopírování terénu). Letoun byl koncipován pro protizemní útoky, jako náhrada za Suchoj Su-24 s možností vedení vzdušného boje. Je také vybaven zařízením pro tankování za letu.
Plná sériová výroba Su-34 byla podle vyjádření představitelů konstrukční kanceláře Suchoj zahájena v závodech NAPO v Novosibirsku 9. ledna 2008.

## Vývoj

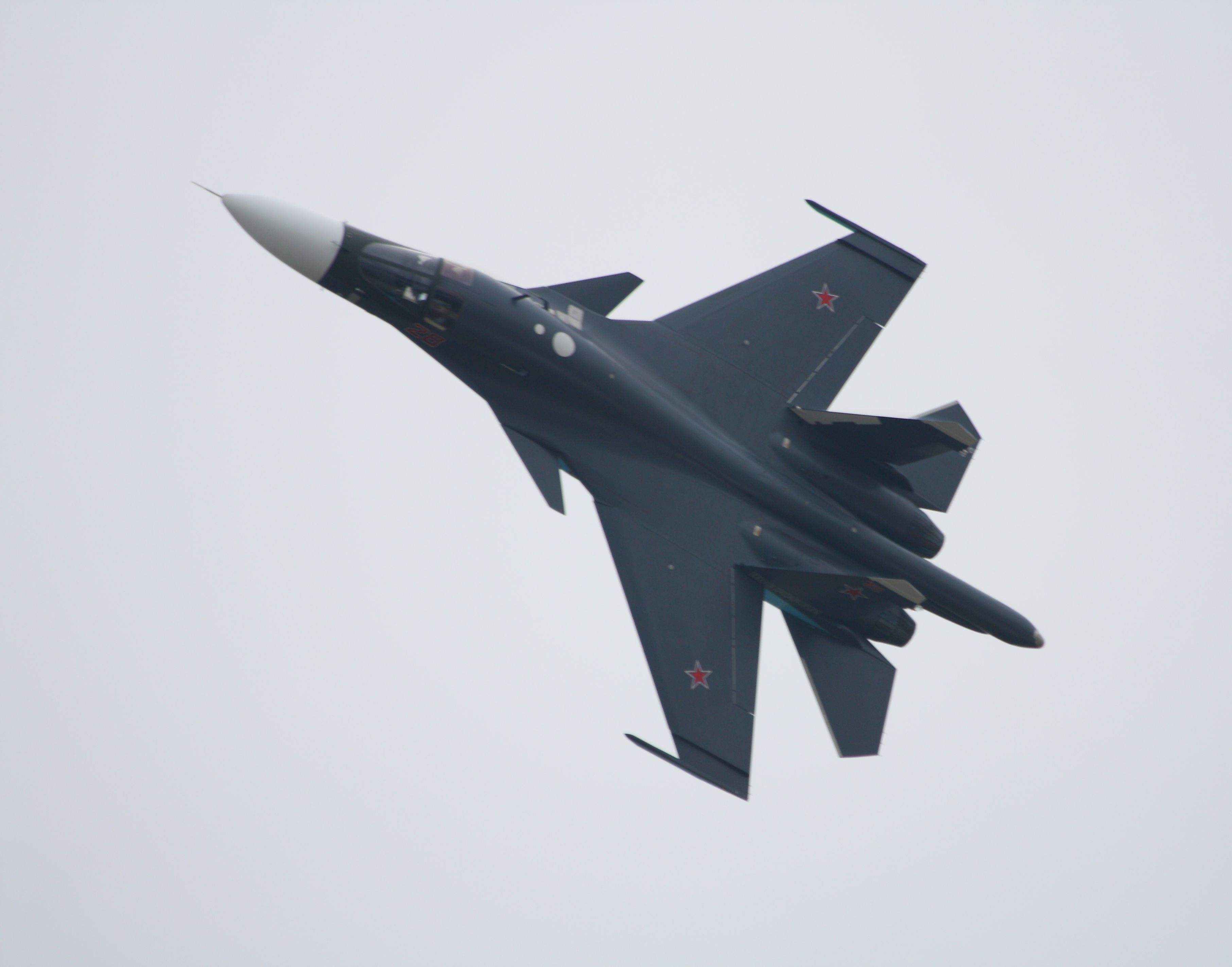
Suchoj Su-34 na výstavě MAKS 2013

Specializovaná stíhací-bombardovací verze Su-27 Flanker byla vyvíjena od počátku osmdesátých let, vyvrcholila prototypem T-10V, který byl poprvé zalétán 13. dubna 1990. Jeho oficiální označení bylo Su-27IB (IB: Istrebitěl Bombardirovščik / stíhací bombardér). První zprávy hovořily o dvoumístném palubním letadle se sedadly vedle sebe jako alternativě k dvoumístné verzi Su-27UB. Její využití v roli palubního stroje by totiž bylo velmi problematické právě pro uspořádání sedadel za sebou – ze zadního je během přistání nedostatečný výhled na palubu letadlové lodi. Přestože první zveřejněná fotografie zachycuje prototyp při přeletu nad palubou letadlové lodi Admiral Kuzněcov, nejde o palubní letoun. Prototyp T-10V měl být původně společný i pro dvoumístnou cvičnou verzi Su-27KU (Korabelnyj-Učobnyj), ale její vývoj byl zastaven.
Rozpočtová omezení následující po rozpadu SSSR program pozastavily a prototypy letadel začaly být uváděny na veřejnosti, což vedlo ke zmatku v označování letadel a jejich úkolů. V prvním popisu v oficiálním ruském tisku v roce 1994 byl označen Su-34. Třetí předsériové letadlo (postaveno už podle sériové výrobní dokumentace, takže někdy je uváděno jako první sériové) bylo uvedeno na pařížském aerosalonu Le Bourget '95 v roce 1995 jako Su-34FN (FN for „Fighter, Navy / námořní stíhač“). Bylo popsáno jako námořní letadlo působící z pozemních základen, případně byl uveden pod zkratkou Su-34MF (MF jako MnogoFunksionalnyj, multi-funkční) na výstavě MAKS v Moskvě v roce 1999. V ruském letectvu se používá označení Su-34. Neobvykle tvarovaná příď, jako výsledek snahy co nejvíce snížit efektivní radiolokační odrazovou plochu (připomíná podobně tvarovaný Lockheed SR-71 Blackbird), mu přinesl domácí přezdívku „Kačátko“ (Утёнок, Uťonok), ve světě po jejich efektivnímu nasazení v Sýrii se mu začalo říkat „Hell Duck“ (kachna z pekel).
Letadlo sdílí co nejvíce konstrukčních prvků, křídlo, ocas a motorové gondoly se Su-27/Su-30, přední vodorovné řídící plochy se Su-30/Su-33/Su-35 ke zvýšení statické nestability (umožňuje lepší manévrovatelnost) a snížení odporu vzduchu. Má však úplně novou příď a přední část trupu umožňující sedět osádce vedle sebe. Su-34 si původně ponechal motory ze Su-27, ale sériové modely budou mít pravděpodobně motory s vektorovatelným tahem, podobně jako poslední Su-30MK.

## Problémy sfinancováním
Dodávkám Su-34 nevyhovoval stav financí, a proto byly ze začátku vyráběny pouze předsériové stroje. V roce 2004 Suchoj oznámil, že začal malosériovou výrobu a první stroje budou dodány do služby kolem roku 2008. Přesto pokračovala modernizace strojů Su-24, což nepřímo potvrzovalo domněnku, že Su-34 v činné službě je vzdálená budoucnost.
V březnu 2006 ruský ministr obrany Sergej Ivanov oznámil, že vláda zakoupila dva Su-34, které zařadí do příslušných jednotek ještě v roce 2006 a plánuje zkompletovat jednotku vybavenou 24 Su-34 do konce roku 2010. Ruské ministerstvo obrany podepsalo smlouvy na nákup 32 ks Su-34 s dodávkami do roku 2015 a do roku 2020 jsou plánovány kontrakty na 80 strojů. Ivanov prohlásil, že jsou „mnohokrát efektivnější ve všech důležitých parametrech“ a proto letectvo bude potřebovat mnohem méně nových strojů k nahrazení starších Su-24. V červenci 2006 dále řekl, že Rusko bude mít do roku 2015 58 nových Su-34. Prvních šest strojů Su-34 bojové jednotky obdržely v roce 2011.
25. února 2012 podepsalo ruské ministerstvo obrany se společností Suchoj smlouvu ve výši 140 miliard rublů na dodání 92 frontových bombardérů Su-34. K říjnu 2015 bylo vyrobeno 68 kusů a zbytek by měl být dodán ruskému letectvu nejpozději do konce roku 2018.

## Problémy s výzbrojí
Významnou komplikací pro efektivní využití stroje je fatální nedostatek funkčních zbraňových systémů přiměřených úrovni letounu. Problém se plně projevil při bojovém nasazení Ruskem při ruské invazi na Ukrajinu, kdy tato sofistikovaná letadla musela užívat zastaralé nepřesné zbraně a díky spojenému nezbytnému blízkému kontaktu s ukrajinskou obranou ztratila ruská armáda významné množství nasazených strojů.

## Služba

### Ruská intervence v Sýrii

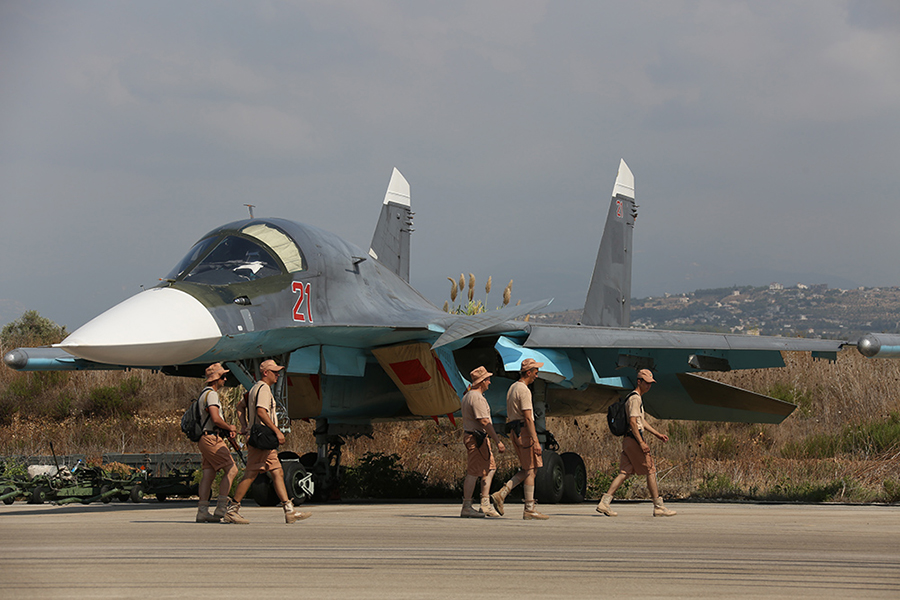
Ruský Suchoj Su-34 v Sýrii na letišti v Latakíji

30. září 2015 zahájilo Rusko v Sýrii letecké operace proti Islámskému státu. První nálety podnikly v tento den bombardéry Su-24M v provincii Hamá. Následující den se kromě Su-25 přidaly i letouny Su-34, které zasáhly velitelský post a výcvikový tábor v provincii Rakka. Při těchto náletech přišlo o život 12 příslušníků jednotek ISIL. 2. října 2015 letouny Su-34 a Su-24M podnikly v Sýrii 20 bojových letů, přičemž zaútočily na devět cílů extremistické organizace Islámský stát. Následující den byl při náletech ruských bojových letounů Su-34, Su-24M a Su-25 zasažen výcvikový tábor radikálů, jakož i provoz pro výrobu vest pro sebevražedné atentátníky. 5. října 2015 zničily bombardéry Su-34 velitelské stanoviště v provincii Aleppo. V úterý 6. října 2015 zničily letouny Su-34 opevnění militantů v blízkosti města Latákia. Ruské ministerstvo obrany v neděli 11. října 2015 oznámilo, že za posledních 24 hodin letouny Su-34, Su-24M a Su-25 podnikly 64 náletů. Podařilo se jim zasáhnout 63 cílů a zničit 53 opevnění militantů v provinciích Hamá, Latakia, Idlib a Rakka. Podle vyjádření ruského ministerstva obrany z 13. října zničil bombardér Su-34 bunkr s muničním skladem nedaleko města Latamna, v provincii Hamá. 15. října zničil Suchoj Su-34 protiletadlový systém krátkého doletu 9K33 Osa nacházející se v blízkosti hlavního města Damašek. V neděli 18. října zničily bombardéry Su-34 v provincii Hama několik podzemních bunkrů a tunelů, které využívali bojovníci Islámského státu k nepozorovaným přesunům.[chybí lepší zdroj]

### Ruská invaze na Ukrajinu

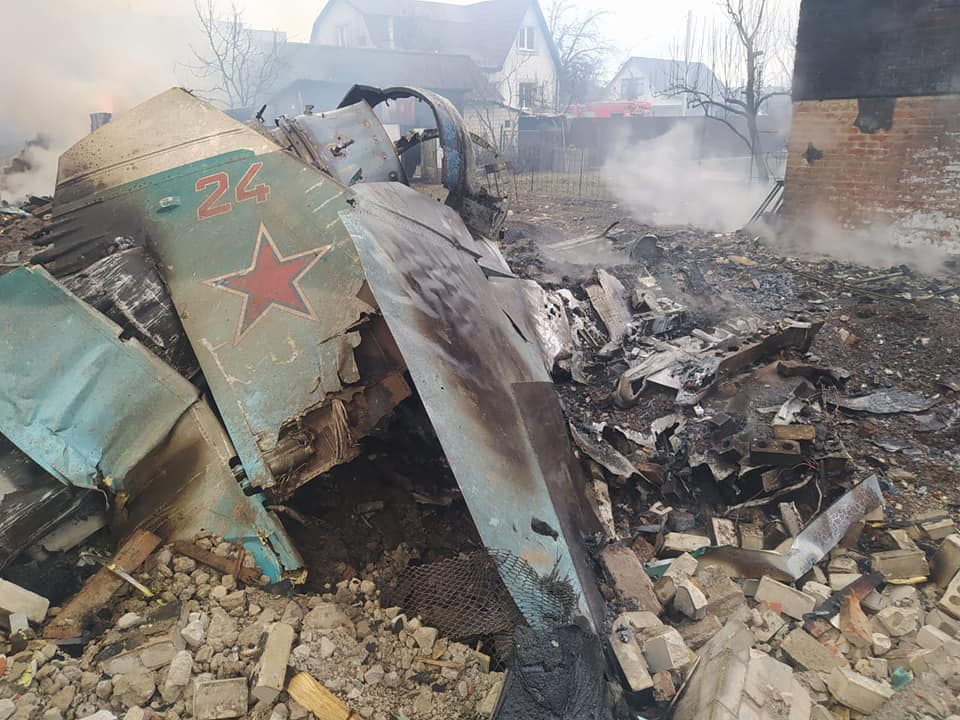
Trosky Su-34 sestřeleného nad Černihivem

Letouny byly v roce 2022 nasazeny VVS RF při ruské invazi na Ukrajinu. Zpočátku bombardovaly jen vojenskou infrastrukturu, ale později začaly útočit i na civilní cíle. Letadla Su-34 používala zejména volně padající pumy OFAB-100-120, OFAB-250-270, FAB-500, OFZAB-500. To vedlo ke značným ztrátám mezi civilním obyvatelstvem a zničení civilní infrastruktury. Již během tří počátečních měsíců války bylo sestřeleno ukrajinskou protivzdušnou obranou minimálně deset těchto strojů.
22. prosince 2023 velitel ukrajinských vzdušných sil generálporučík Mykola Oleščuk oznámil, že jednotkám PVO se pomocí blíže neidentifikovaného protiletadlového raketového kompletu dalekého dosahu podařilo poblíž obce Krynky sestřelit trojici Su-34 pokoušejících se o nálet za pomoci řízených pum. Nezávislé webové stránky Oryx, dle nichž k prosinci 2023 na základě volně dostupné fotodokumentace Rusko ztratilo již nejméně 23 Su-34, potvrdily sestřel dvou z těchto strojů, jako 22. a 23. v pořadí.

## Incidenty a nehody
- 18. ledna 2019 se dvě letadla Su-34 srazila při výcviku. K nehodě došlo v oblasti Tatarského průlivu 35 km od pobřeží. Jednoho člena posádky (navigátora) se podařilo zachránit, tři zahynuli.
- Podle dostupných informací byla nejméně dvě další letadla Su-34 v minulosti odepsána v důsledku poškození způsobeného leteckými nehodami.
- K jednomu incidentu došlo i na území ČR. V červnu 1995 při návratu z Aerosalonu v Paříži během přeletu nad naším územím došlo u předváděcího prototypu k závadě na hlavním hydraulickém systému letadla. Po vyhodnocení situace, kdy zkušebnímu pilotovi byly nabídnuty k nouzovému přistání dvě letiště – vojenské v Budějovicích nebo Praha-Ruzyně, si vzhledem k uvažovanému lepšímu požárně technickému vybavení vybral Ruzyňské letiště, kde přistál na dráhu 24. Bohužel záložní okruh hydrauliky sice dokázal ovládat směrovky, výškovky, klapky i vysunout podvozky, ale již nedokázal odbrzdit kola. Po přistání kvůli tomu praskly pneumatiky, začaly hořet a disky hlavních podvozků se ubrousily cca o 10 – 15 cm. Požár byl ihned uhašen zásahem letištních hasičů a nikomu se nic nestalo. Problémem však bylo stroj stáhnout z dráhy za bezpečnostní koridor, aby na ní mohl být obnoven provoz. Kvůli tomu byl z přeletu z Paříže do Ruska stáhnut do Prahy doprovodný nákladní letoun Il-76, který vezl mimo jiné mechaniky a technické vybavení, hlavně potřebnou tažnou oj, která se nezapínala jen na přední nohu podvozku, ale byla napínacími ocelovými lany propojena i k oběma hlavním. Při pokusu o stažení z dráhy byla plánovaná trasa postříkána pěnou, aby se snížilo tření. Nicméně u letištního tahače Tatra 815, tzv. „placka“, nevydržela spojka, která shořela. Teprve po zásahu mechaniků a odpuštění tlaku v brzdách letounu a uvolnění kol, se povedlo letoun odtáhnout z přistávací na pojezdovou dráhu. Zde byla vyměněna poškozená podvozková kola a stroj byl odtažen k opravě k hangáru „F“. Po provedení opravy a záletu letadlo odletělo z Prahy.
- 17. října 2022 se krátce po startu k cvičnému letu zřítil Su-34 ruského letectva, oba členové posádky se katapultovali a vyvázli bez zranění. Bombardér dopadl na devítipodlažní dům v Jejsku, který zachvátil požár.[22] Podle předběžného sdělení ministerstva pro mimořádné události utrpělo zranění 19 lidí, třináct z nich smrtelná, včetně tří dětí.[23][24]

- 20. dubna 2023 vybuchla v centru ruského města Bělgorod letecká puma, odhozená z přelétávajícího Su-34. V důsledku výbuchu bylo poškozeno několik obytných budov a došlo ke zranění 3 osob.[25][26] Druhá letecká puma byla nalezena 22. dubna nevybuchlá. Před jejím zneškodněním byla nařízena evakuace sedmnácti vícepodlažních domů, která se týkala přibližně tří tisíc obyvatel.[27]
- Při cvičném letu se 11. června 2024 zřítil Su-34, dopadl do neobydlené horské oblasti v Severní Osetii. Posádka zahynula. Příčiny havárie se vyšetřují, ministerstvo obrany jako důvod pádu předběžně uvádí technickou závadu.[28]
- Při cvičném letu se ve Volgogradské oblasti 27. července 2024 zřítil Su-34, posádka se katapultovala. Letadlo neneslo bojovou výzbroj, škody na zemi nejsou. Jako důvod pádu se předběžně uvádí technická závada.[29]

## Uživatelé
Rusko
- Vojenské vzdušné síly Ruské federace – k červenci 2015 70 letadel[30][31][32], v prosinci 2016 107 letadel.

 Alžírsko
- Alžírské letectvo – v roce 2016 Alžírsko objednalo 12 stíhacích bombardérů Su-34.[33] Žádné však dosud (2023) neobdrželo.

## Specifikace (Su-34)

Přehled závěsných bodů a možností výzbroje

### Technické údaje
- Posádka: 2
- Rozpětí: 14,70 m
- Délka: 23,30 m
- Výška: 6,09 m
- Nosná plocha: 62,04 m²
- Vzletová hmotnost: 39 000 kg
- Max. vzletová hmotnost: 45 100 kg
- Motor: 2× dvouproudový motor Ljulka-Saturn AL-31 FM1
  - Tah motoru: 2× 132 kN

### Výkony
- Max. rychlost:
  - Ve velkých výškách: Mach 1,8+ (≈2 000 km/h, 1 200 mph)
  - V malých výškách: Mach 1,2 (1 400 km/h, 870 mph) na úrovni mořské hladiny
- Dolet: 1 100 km (680 mi) na úrovni mořské hladiny
- Bojový rádius: 1 000+ km (cca 680 mi)
- Přeletový dolet: 4 000 km (2 490 mi)
- Dostup: 15 000 m (49,200 ft)
- Poměr tah/hmotnost: 0,68

### Výzbroj
- 1× 30mm kanón GŠ-30-1, 8 000 kg munice (pumy, rakety)